# Martelinho
Joaquim Pereira da Silva, meglio noto come Martelinho (São Paio de Oleiros, 19 novembre 1974), è un allenatore di calcio ed ex calciatore portoghese, di ruolo ala.

## Palmarès

### Giocatore

#### Competizioni nazionali
- Campionato portoghese: 1

Boavista: 2000-2001
- Coppa del Portogallo: 1

Boavista: 1996-1997
- Supercoppa di Portogallo: 1

Boavista: 1997